# Вениамин (Карелин)
Епи́скоп Вениами́н (в миру Васи́лий Матве́евич Каре́лин; 24 марта [5 апреля] 1824, Медведево, Рязанская губерния — 21 августа 1874, Озолкалнс) — епископ Русской православной церкви, епископ Рижский и Митавский.

## Биография
Родился в селе Медведеве Рязанского уезда Рязанской губернии в семье причётника.
Учился в Рязанской духовной семинарии.
В 1848 году окончил курс Московской духовной академии.
С 23 мая 1849 года — священник. 3 октября того же года удостоен степени магистра.
24 марта 1854 года пострижен в монашество.
29 октября 1856 года назначен инспектором Рижской духовной семинарии. Он преподавал в ней психологию, логику, патристику, герменевтику, греческий и латинский языки, но особенно увлекательно преподавал он Священное Писание. 31 декабря 1857 года возведен в сан архимандрита.
15 декабря 1859 года переведен ректором Астраханской духовной семинарии.
С 8 марта 1860 года — настоятель Астраханского Иоанно-Предтеченского монастыря.
С июля 1862 года — ректор Пермской духовной семинарии.
29 мая 1866 года хиротонисан во епископа Ревельского, викария Рижской епархии.
C 9 марта 1867 года временно управлял Рижской епархией.
Со 2 марта 1870 года — епископ Рижский и Митавский.
В декабре того же года им утверждено открытие в Прибалтийском крае Иоанно-Богословского братства.
В 1874 году епископом Вениамином при Рижской духовной семинарии была создана специальная комиссия по переводу и изданию богослужебных книг на латышском и эстонском языках.
Скончался 22 августа 1874 года на пригородной даче Эйхенберг под Ригой. Погребён в Рижском Петропавловском соборе. Перезахоронен в Елгавской пустыни.